# Pierre Nguyễn Văn Viên
Pierre Nguyễn Văn Viên (ur. 8 stycznia 1965 w Hướng Phương) – wietnamski duchowny rzymskokatolicki, doktor nauk teologicznych, biskup pomocniczy Vinh od 2013, administrator apostolski sede vacante diecezji Hưng Hóa w latach 2020–2022.

## Życiorys
Pierre Nguyên Văn Viên urodził się 8 stycznia 1965 w Huong Phuong w prowincji Quảng Bình. Po ukończeniu szkoły średniej rozpoczął studia na Uniwersytet w Huế, uzyskując licencjat z nauk ekonomicznych (1987–1992). W 1984 odbył służbę wojskową.
W 1993 wstąpił do wyższego seminarium w Vinh Thanh i po sześciu latach formacji kapłańskiej, 3 października 1999 przyjął święcenia prezbiteratu.
Po święceniach pełnił następujące funkcje: 2000–2009: student na Katolickim Instytucie w Sydney – uzyskując doktorat z teologii, jednocześnie duszpasterz dla wietnamskiej wspólnoty; 2009–2013: prorektor i profesor dogmatyki w Wyższym Seminarium Duchownym Vinh Thanh; 2010–2013: wikariusz generalny.
15 czerwca 2013 papież Franciszek prekonizował go biskupem pomocniczym Vinh ze stolicą tytularną Megalopolis in Proconsulari. Święcenia biskupie otrzymał 4 września 2013 na placu przed katedrą Wniebowzięcia NMP. Udzielił mu ich Paul Nguyễn Thái Hợp, biskup diecezjalny Vinh, w asyście Michaela Josepha McKenna, biskupa diecezjalnego Bathurst i Josepha Nguyễn Năng, biskupa diecezjalnego Phát Diệm. Jako zawołanie biskupie przyjął słowa „Pacem mean do vobis” (Daję ci mój pokój).
29 sierpnia 2020 papież Franciszek mianował go administratorem apostolskim sede vacante diecezji Hưng Hóa. Funkcję tę pełnił do 14 lutego 2022, kiedy to urząd biskupa diecezjalnego objął Đaminh Hoăng Minh Tiến.